# Alois Schilliger

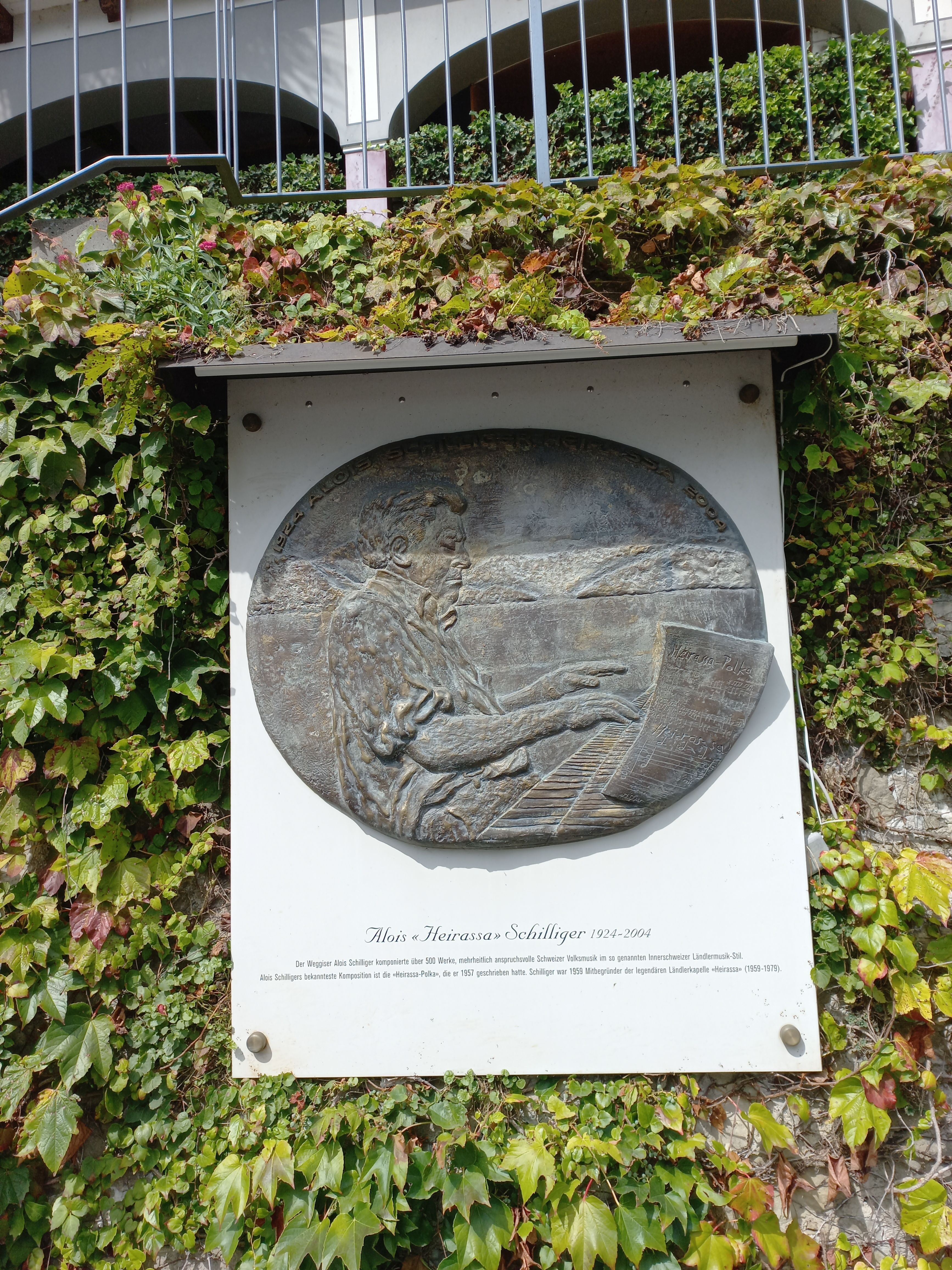
Erinnerungstafel an Alois Schilliger in Weggis

Alois Schilliger (* 24. Dezember 1924 in Weggis; † 17. Januar 2004 ebenda) war ein Schweizer Volksmusiker und wirkte als Komponist, Kapellmeister und Klavierspieler.
In seiner musikalischen Laufbahn durchlief er zahlreiche Stationen, darunter ein Klavierstudium am Konservatorium. 1954 komponierte er seine berühmte Heirassa-Polka, ein Polka-Rheinländer. Im 3. Abschnitt wird darin „Heirassa“ gesungen.

## Ländlerkapelle Heirassa
1959 gründete er mit Walter Grob (Akkordeon) und Kaspar Muther (Klarinette und Saxophon) die Ländlerkapelle Heirassa, die somit einen Haustitel hatte. Ein Personalwechsel folgte, als Walter Grob von Willi Valotti abgelöst wurde und Valotti den Bassgeiger Köbi Schiess in die Kapelle integrierte. Die inzwischen legendär gewordene Formation existierte offiziell bis zum Tode von Kaspar Muther im Jahr 1980. Alois Schilliger trug die Beinamen „Heirassa-Wysel“ und „Wysel Innerschweiz“.

## 1980–2004
Alois Schilliger blieb weiterhin musikalisch aktiv und bildete neue Musikgruppen, mit denen er auch Eigenkompositionen aufführte. In seinem Schaffen entstanden rund 600 eigene Melodien. In den Jahren 1995 und 1996 ergab sich eine Formation, die die Ländlerkapelle Heirassa in Erinnerung rief: Bruno Syfrig (Klarinette und Saxophon), Willi Valotti (Akkordeon), Alois Schilliger (Klavier), Köbi Schiess (Bassgeige). Ein Tonträger erschien unter dem Label „Heirassa '96“. Alois Schilliger durfte auch Carlo Brunner und Martin Nauer zu seinen musikalischen Weggefährten zählen.

## Alois Schilliger als Klaviersolist
Alois Schilliger trat auch als einer der wenigen Klaviersolisten der schweizerischen Ländlerszene auf. Der von ihm komponierte Marsch-Fox „Weggis“ wurde vierhändig mit Alfons Reati aufgenommen.